# Westfield (Massachusetts)
Westfield város az USA Massachusetts államában, Hampden megyében. Lakosainak száma 40 834 fő (2020. április 1.).

## Népesség
A település népességének változása:
| Lakosok száma | 2204 | 41 094 | 40 834 |
|               | 1790 | 2010   | 2020   |